# Gillmore Hoefdraad
Gillmore André Hoefdraad (District Suriname, 17 december 1962) is een Surinaams politicus, econoom, bankier, schaker en crimineel. Hij was vanaf 2010 governor van de Centrale Bank van Suriname. Van 2015 tot 2020 was hij minister van Financiën.

## Biografie

### Schaaksport
Hoefdraad leerde op negenjarige leeftijd schaken en haalde al jong verschillende titels. In 1982 zond zijn land hem uit naar de Schaakolympiade in Luzern. Sinds hij in 1999 naar de Verenigde Staten ging, houdt hij zich bezig met correspondentieschaak en later e-mailschaak.

### Prestaties
Hij won de volgende titels:
- 1978 - Kampioen Jeugd (Suriname)
- 1979 - Kampioen Jeugd (Suriname)
- 1980 - Kampioen Jeugd (Suriname)
- 1981 - Kampioen Snelschaken (Suriname)
- 2005 - Kampioen Electronic Knights Championship (Verenigde Staten)

### Internationale financiële wereld
Hoefdraad vertrok in 1992 naar Mexico waar hij coördinator werd voor het Caribische programma van het Centrum voor Latijns-Amerikaanse  Monetaire Studies (CEMLA). In 1999 werd hij aangesteld door het Internationaal Monetair Fonds (IMF). Voor deze organisatie werkte hij de eerste jaren in de Verenigde Staten en vanaf 2008 in Beiroet. Zijn werkterreinen waren hier de betalingsbalans, buitenlandseschuldstatistieken en dataverspreidingsstandaarden (data dissemination standards). Daarnaast werkte hij voor de Inter-Amerikaanse Ontwikkelingsbank en de Islamitische Ontwikkelingsbank. Naast het Nederlands beheerst hij het Engels en Spaans.

### Governor van de Centrale Bank
Op 15 september 2010 werd hij benoemd tot governor van de Centrale Bank van Suriname, als opvolger van André Telting. In februari van dat jaar werd er al over zijn mogelijke komst gesproken. Anderhalve maand na zijn benoeming was er reuring over het salaris dat hij verdiende. Afwijkend was dat het om een netto- in plaats van brutosalaris ging. Bovendien viel het voor Surinaamse begrippen hoog uit met 42.000 Surinaamse dollar netto per maand.

### Minister van Financiën
In augustus 2015 trad hij aan als minister van Financiën in het tweede kabinet-Bouterse. Begin 2017 voerde Bouterse een herschikking van zijn kabinet door, waarbij hij een handvol ministers ontsloeg. Hoefdraad had niet ingegrepen terwijl de schatkist leegraakte, maar bleef toch aan.
Op 16 oktober 2019 deden de Assemblée-leden Santokhi, Gajadien, Mathoera en Nurmohamed (VHP) aangifte tegen Hoefdraad vanwege het overtreden van het wettelijk vastgelegde schuldplafond, een strafbaar feit waar volgens artikel 149 van het Wetboek van Strafvordering een maximum gevangenisstraf op staat van tien jaar. Vijf dagen later kwam NDP-partijgenoot Abdoel met een initiatiefwet om de strafbepaling uit de wet te schrappen. Op 31 oktober protesteerden 20 organisaties tegen dit wetsvoorstel en dienden er een petitie tegen in bij waarnemend voorzitter Bouva van De Nationale Assemblée, waaronder politieke partijen, vakbonden en maatschappelijke groepen. Op 1 november werd de initiatiefwet door de Assemblée aangenomen.

#### Verdwenen gelden bij de CBvS
In januari 2020 werd de verdwijning bekend van rond de 100 miljoen USD bij de Centrale Bank van Suriname (CBvS). Het Openbaar Ministerie begon een onderzoek en zette CBvS-directeur Robert-Gray van Trikt vast op verdenking van belangenverstrengeling en vervalsing van data van leningen.
In april diende het Openbaar Ministerie een verzoek in bij De Nationale Assemblée (DNA) om minister Hoefdraad in staat van beschuldiging te stellen, op grond van artikel 1 van de Wet in staat van beschuldigingstelling en vervolging politieke ambtsdragers. De procureur-generaal verdenkt hem van tien strafbare feiten. De minister noemde het tijdstip van de tenlastelegging "opzettelijk storend en afleidend". Het OM ging over tot het verzoek aan DNA nadat Hoefdraad had geweigerd gehoord te worden als verdachte. DNA, met een meerderheid voor zijn partij NDP wees het verzoek af. Na de verkiezingen in mei diende het OM het verzoek opnieuw in bij DNA. Daarnaast kreeg Hoefdraad een uitreisverbod opgelegd, maar hij was onvindbaar. Volgens Kaieteur News van 28 juli 2020 zou Hoefdraad zich in buurland Guyana bevinden. Het OM diende een nieuw verzoek in en het nieuwe parlement gaf vervolgens wel toestemming tot vervolging. Een kort geding dat Hoefdraad tegen deze beslissing aanspande werd door de rechtbank afgewezen, omdat ze een uitspraak buiten haar bevoegdheid achtte. Enkele weken later spande hij een bodemprocedure aan. Ondertussen, op 12 augustus, vaardigde de politie een opsporingsbevel tegen hem uit. In augustus 2020, na het aantreden van het kabinet-Santokhi, bleek dat Hoefdraad en Bouterse de publicatie van de jaarverslagen van de Centrale Bank van Suriname zes jaar lang hadden verboden, hoewel publicatie wettelijk verplicht was. Op 17 december 2021, de dag waarop hij 59 jaar oud werd, sprak het Hof van Justitie bij verstek een gevangenisstraf van 12 jaar uit, met daarbij een boete van 500.000 Surinaamse dollar Op 11 februari 2022 werd het vonnis herbevestigd. Volgens Kaieteur News zou hij in juli 2020 zijn gezien in Berbice, in buurland Guyana. Van juli 2021 tot mei 2022 stond Hoefdraad op de opsporingslijst van Interpol.